# HH 46/47
HH 46/47 es un complejo de objetos Herbig-Haro (objetos HH) ubicados a unos 1.470 años luz de la Tierra, cerca de la nebulosa Gum en la constelación de la Vela. Los chorros de gas parcialmente ionizados que emergen de un dúo de estrellas en proceso de formación produciendo ondas de choque visibles al impactar con el medio interestelar.
Descubierto en 1977, es uno de los objetos HH más estudiados y el primer chorro asociado con estrellas jóvenes se encontró en HH 46/47. En el complejo se han identificado cuatro nebulosas de emisión, HH 46, HH 47A, HH 47C y HH 47D y un chorro, HH 47B. 
También contiene un flujo de salida molecular altamente unipolar y dos grandes arcos de choque en lados opuestos de las estrellas fuente. 
El complejo tiene un tamaño total de unos 10 años luz (⁓3 parsecs).

## Historia de las observaciones

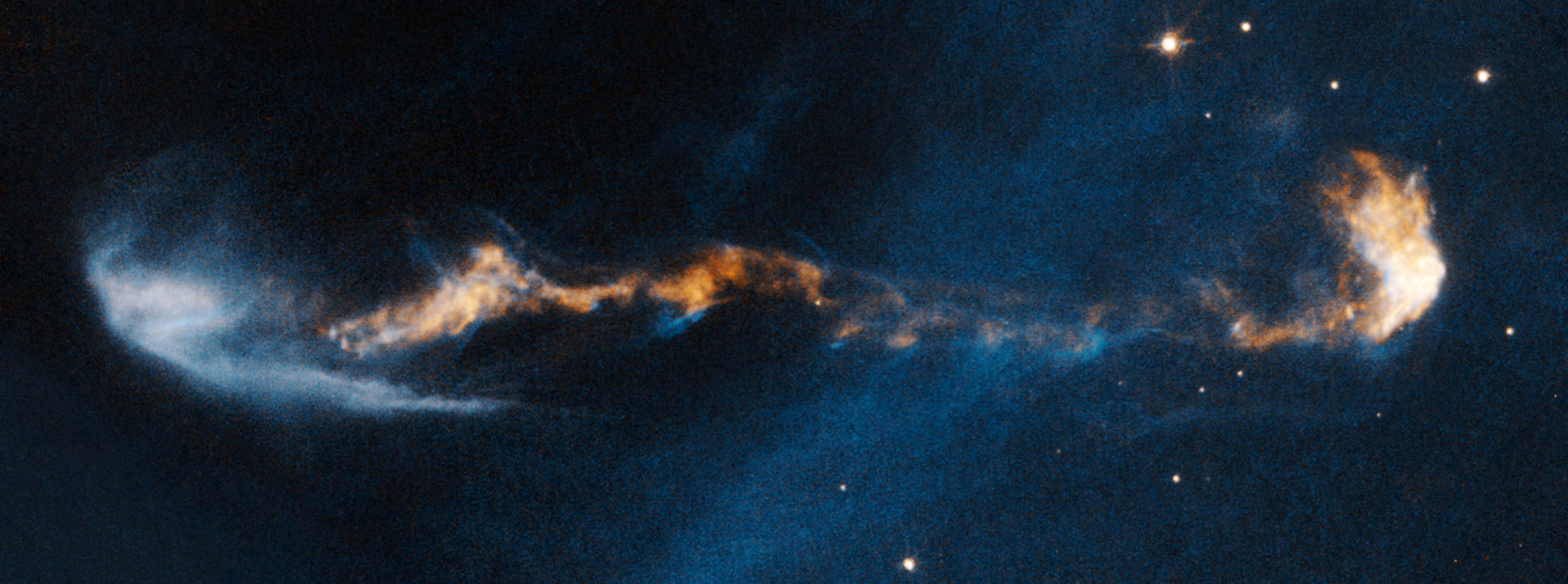
Protoestrella

Este objeto fue descubierto por el astrónomo estadounidense RD Schwartz en 1977. De acuerdo con la convención de nomenclatura para objetos HH, nombró dos nebulosas que encontró HH 46 y HH 47, ya que los objetos que descubrirían eran HH 46 y HH 47. El chorro y otras nebulosas en el complejo fueron identificadas posteriormente. Este fue el primer chorro descubierto cerca de una protoestrella. Antes de esto, no estaba claro cómo se forman los objetos de Herbig-Haro.
Un modelo en ese momento sugirió que reflejaban la luz de las estrellas incrustadas y, por lo tanto, eran nebulosas de reflexión. Basado en similitudes espectrales entre remanentes de supernova y objetos HH, Schwartz teorizó en 1975 que los objetos HH son producidos por choques radiactivos.
En este modelo, los vientos estelares de las estrellas T Tauri colisionarían con el medio circundante y generarían choques que conducirían a la emisión. Con el descubrimiento del chorro en HH 46/47, quedó claro que los objetos HH no eran nebulosas de reflexión, sino nebulosas de emisión impulsadas por choques que estaban impulsadas por chorros expulsados de protoestrellas. Debido a su impacto en el campo de los objetos HH, brillo y chorro colimado, es uno de los objetos HH más estudiados.
En julio de 2023, el telescopio espacial James Webb capturó a dos estrellas en formación, envueltas en el disco de gas y polvo en el objeto HH 46/47.

## Formación
En las primeras etapa de formación estelar, las estrellas lanzan salidas bipolares de material parcialmente ionizado a lo largo del eje de rotación. En general, se cree que la interacción de los campos magnéticos del disco de acreción con los campos magnéticos estelares impulsa parte del material de acreción en forma de flujos de salida. En algunos casos, el flujo de salida colima en chorros. La fuente de HH 46/47 son un sistema de protoestrella binaria de clase I ubicada dentro de una nube oscura de gas y polvo, indetectable en longitud de onda visibles. Está expulsando material a unos 150 km/s en un chorro bipolar que emerge de la nube. Al impactar en el medio circundante, el chorro genera choques en él, lo que conduce a la emisión en el espectro visible. Las variaciones en las erupciones dan como resultados diferentes velocidades del material expulsado, y ello conduce a choques dentro del chorro, ya que el material de movimiento rápido de las expulsiones posteriores impacta con el material de movimiento lento de las eyecciones previas. Estos choques producen emisiones, haciendo visible el chorro.

## Propiedades
Aunque el flujo de salida es bipolar, sólo un chorro es visible en longitudes de onda visibles. El contrachorro es invisible, ya que se aleja de la Tierra hacia la nube oscura que alberga a la protoestrella binaria en su interior. En el rango infrarrojo, sin embargo, en visible claramente. Termina en HH 47 C, un arco de choque brillante, ya que interactúa con el gas circundante. HH 46 se encuentra cerca de la fuente y es una nebulosa de emisión/reflexión; emite luz debido al impacto del chorro de material y también refleja la luz de la fuente. Su brillo varía radicalmente en el transcurso de los años, lo que está directamente relacionado con la variabilidad de la estrella madre. De HH 46 emerge HH 47B, un jet largo y retorcido que se desplaza hacia el azul. La apariencia doblada y retorcida de salida es provocada por variaciones en la dirección de eyección, es decir, la precesión de la estrella fuente. El chorro termina en HH 47, también llamado HH 47A, la nebulosa más brillante del complejo. Un poco más distante está HH 47D, algo más tenue y difuso. El  complejo se extiende a lo largo de 0,57 parsecs desde HH 47C hasta HH 47D en el plano celeste. Dos arcos de choque relativamente grandes aparecen a distancia aún mayores, con HH 47SW en el lado opuesto del lóbulo que retrocede y HH 47NE en lado cercano del lóbulo desplazado hacia el azul que se aproxima. Cada uno de ellos se encuentra a unos 1,3 parsecs de la estrella fuente, lo que hace que todo el complejo parezca de 2,6 parsecs de largo en el plano del cielo. Toda la estructura se proyecta a unos 30° con respecto al plano del cielo; esto hace que su longitud real sea alrededor de 3 parsecs.
La luminosidad combinada entre la estrella fuente y el disco es de ⁓24 L☉. Está acumulando masa a razón de 6*10 - 6 M☉ por año. 
Se ha determinado que la tasa de pérdida de masa en el chorro que se aproxima es de ⁓4*10 - 7 M☉ por año, que es alrededor del 7% de la masa total acumulada en un año. Alrededor del 3,6% del material total del chorro está ionizando y la densidad media del chorro es de 1.400 cm - 3. La velocidad de choque en el chorro es de unos 34 km/s.
Las erupciones de la estrella son episódicas. El actual episodio ha estado en curso por alrededor de mil años, mientras que el anterior comenzó hace unos 6 mil años y duró de 3 mil a 4 mil años. Las grandes erupciones del episodio actual ocurren cada 400 años.
Según la extensión del complejo, se ha estimado que la edad de la estrella fuente es de 104 a 105 años.

## Flujo molecular
El chorro que emana del sistema binario está transfiriendo impulso al gas molecular que lo rodea, lo que eleva el gas, y da como resultado un flujo de salida molecular de 0,3 parsecs de largo alrededor del chorro. Este flujo de salida, sin embargo, es en gran parte unipolar y alineado al chorro que retrocede. El flujo de salida molecular que se aproxima es extremadamente débil, lo que probablemente se deba a que el chorro sale de la nube y hay poco material afuera pasa ser levantado en forma de flujo de salida molecular. Las velocidades en los flujos moleculares son mucho menores que en los chorros. Se han detectado varios compuestos orgánicos e inorgánicos en el flujo molecular, incluidos metano, metanol, hielo de agua, monóxido de carbono, dióxido de carbono (hielo seco) y varios silicatos. 
La presencia de hielo implica que la cubierta polvorienta de la estrella es fría a diferencia de las regiones de chorro y choque, donde las temperaturas alcanzan miles de grados.